# Christian Clark
Christian Clark (Mount Gambier, Australia Meridional; 15 de septiembre de 1979) es un actor australiano, conocido por interpretar a Will Griggs en la serie australiana Neighbours y a Penn Graham en Home and Away.

## Biografía
Se graduó de Screenwise, Australia's Leading Film y de la escuela para actores en Sídney (en inglés: TV School for Actors). 
Es un exentrenador y modelo.

## Carrera
Desde 2006 hasta 2007 interpretó a Sebastian "Will Griggs" Barnes en la exitosa serie australiana Neighbours. Sebastian es el hermano adoptivo de Oliver Barnes. También apareció en la película de acción y horror Gabriel, protagonizada por el actor Andy Whitfield.
En 2008 apareció en las películas False Witness y en el thriller The Gates of Hell, donde interpretó a Dylan.
En 2009 apareció como actor invitado en la serie Rescue Special Ops donde interpretó al padrino Jason, ese mismo año apareció en las películas Smuggler, Crush y en Prey junto a Christopher Egan.
En 2010 se unió al elenco de la alcamada serie australiana Home and Away, donde interpretó al misterioso Penn Graham, su personaje apareció por última vez en noviembre del mismo año, después de que su cuerpo fuera encontrado sin vida a la orilla del mar por John Palmer. El 7 de febrero de 2011 apareció en un flashback, que mostraba la secuencia de los acontecimientos que llevaron hasta la muerte de Penn.
Ese mismo año apareció en las películas de fantasía y romance Dying Ice y en el thriller $quid: The Movie donde interpretó a Travis y James Dean.
En 2013 apareció como invitado en la serie Mr & Mrs Murder donde interpretó a Stephen Lowe en el décimo episodio de la primera temporada. Ese mismo año aparecerá en la película Nerve donde interpretará a Jakob Evans y .

## Filmografía
Series
| Año         | Serie              | Personaje                      | Notas                   |
| ----------- | ------------------ | ------------------------------ | ----------------------- |
| 2013        | Mr & Mrs Murder    | Stephen Lowe                   | episodio "Little Boxes" |
| 2010, 2011  | Home and Away      | Penn Graham                    | 53 episodios            |
| 2009        | Rescue Special Ops | Jason                          | episodio # 1.11         |
| 2006 - 2007 | Neighbours         | Sebastian "Will Griggs" Barnes | 32 episodios            |

Películas
| Año  | Título                           | Personaje          | Notas                                                                          |
| ---- | -------------------------------- | ------------------ | ------------------------------------------------------------------------------ |
| 2014 | $quid: The Movie                 | Travis             | junto a Josh Lawson, Henry Nixon & Ed Kavalee                                  |
| 2013 | Border Protection Squad          | Jason              | junto a Josh Lawson, Lachy Hulme, Ash Williams, Amber Clayton & Amy Ruffle     |
| 2013 | Nerve                            | Jakob Evans        | junto a Craig Hall, Gary Sweet, Silvia Colloca, Denise Roberts & Georgina Haig |
| 2012 | Scumbus                          | Bernie Sutherland  | junto a Henry Nixon, Lachy Hulme & Samantha Tolj                               |
| 2012 | Any Questions to Ben?            | Andy               | junto a Josh Lawson, Rachael Taylor, Jodi Gordon & Daniel Henshall             |
| 2011 | Venger                           | Anthony McCullough | corto - junto a Henry Nixon, Bren Foster & James Caitlin                       |
| 2010 | Dying Ice                        | Amon               | corto - junto a Henry Nixon, Denise Roberts & Ray Anthony                      |
| 2010 | Happy Endings                    | Dave               | junto a Samantha Tolj                                                          |
| 2009 | Dreamtime's Over (alias: "Prey") | Jason              | junto a Natalie Bassingthwaighte                                               |
| 2009 | Crush                            | Wesley             | junto a Christopher Egan, Gemma Pranita & Emma Lung                            |
| 2008 | False Witness                    | Portero            | -                                                                              |
| 2009 | Smuggler                         | Ben                | -                                                                              |
| 2008 | The Gates of Hell                | Dylan              | junto a Michael Piccirilli, Emma Lung & Samantha Noble                         |
| 2007 | Gabriel                          | Sean               | -                                                                              |

Productor
| Año  | Película         | Notas                                    |
| ---- | ---------------- | ---------------------------------------- |
| 2011 | Scumbus          | productor & primer asistente de director |
| 2011 | $quid: The Movie | co-productor                             |

Apariciones
| Año  | Canción           | Artista        | Notas               |
| ---- | ----------------- | -------------- | ------------------- |
| 2003 | On The Borderline | Bec Cartwright | aparece en el video |